# Arhiducele Francisc Carol al Austriei
Arhiducele Francisc Carol (n. 17 decembrie 1802, Viena — d. 8 martie 1878, Viena) a fost tatăl a doi împărați - Francisc Iosif I al Austriei și Maximilian I al Mexicului - precum și bunicul arhiducelui Francisc Ferdinand al Austriei, a cărui asasinare la Sarajevo a fost cauza începutului Primului Război Mondial.

## Căsătoria cu Sofia de Bavaria

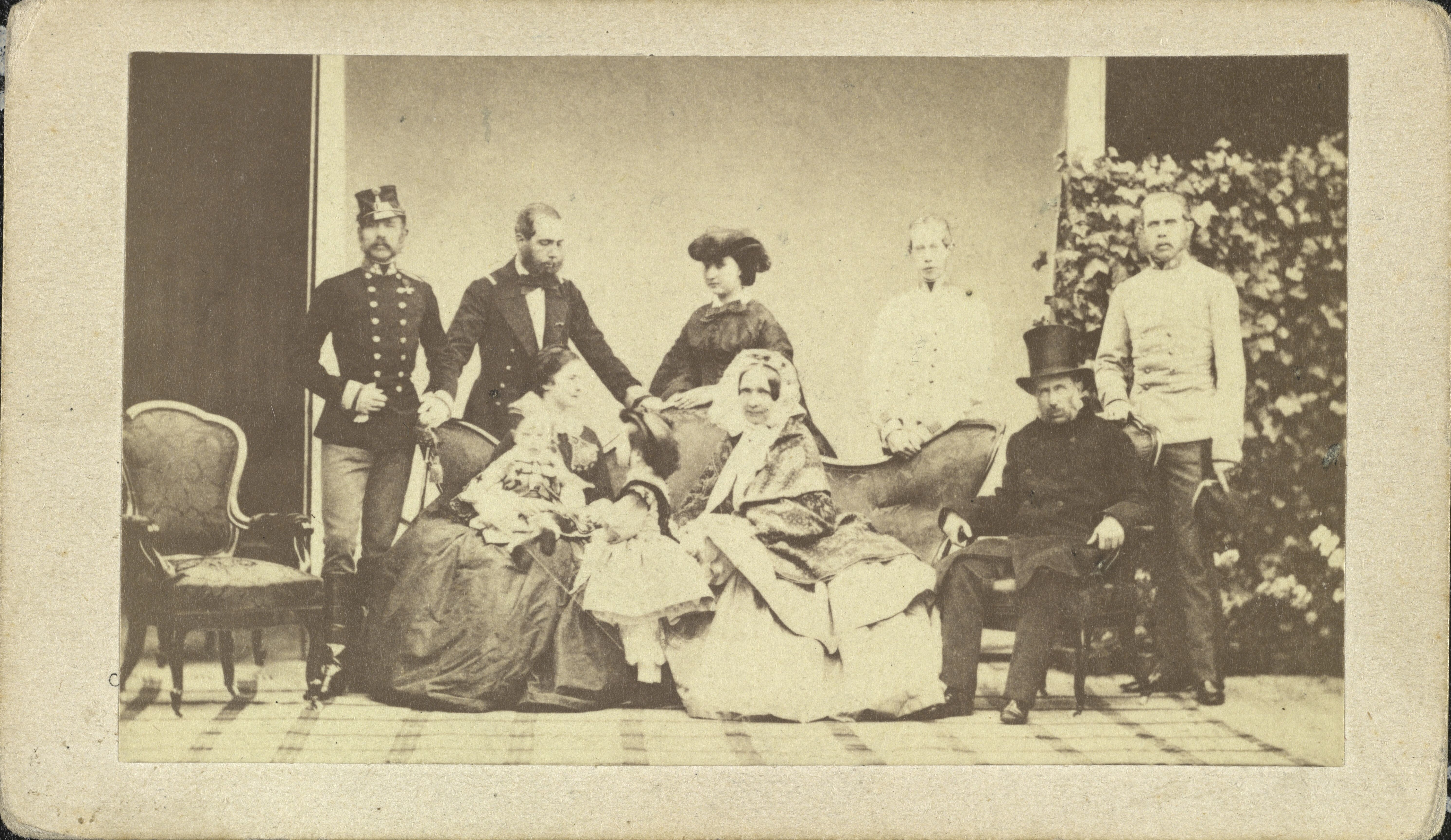
Întreaga familie imperială pe terasa castelului Schönbrunn in 1859. Jos (s-d):împărăteasa Elisabeta cu prințul moștenitor Rudolf în brațe și cu fiica sa Gisela, arhiducesa Sofia și soțul său Francisc Carol. Sus (s-d):împăratul Franz Josef, Maximilian cu soția sa Charlotte, Ludovic Victor și Carol Ludovic

Francisc Carol s-a născut la Viena, fiind al doilea fiu al împăratului Francisc I al Austriei si al soție sale Maria Theresia de Napoli și Sicilia. 
Pe 29 octombrie 1816, tatăl său se căsătorește pentru a patra oară cu Prințesa Karolina Augusta de Bavaria, fiica regelui Maximilian I al Bavariei și a Mariei de Hesse-Darmstadt. Ajuns la vârsta de însurătoare, noua soție a împăratului Francisc I îi face cunoștință tânărului arhiduce cu sora ei vitregă, Prințesa Sofia de Bavaria. 
Sofia era o femeie educată, isteață și mai ales ambițioasă, toate acestea contrastând puternic cu firea liniștită și nepăsătoare a viitorului soț. Prima întâlnire dintre cei doi a însemnat un șoc pentru tânăra prințesă care s-a arătat extrem de dezamăgită de personalitatea ștearsă a lui Francisc Carol. Cu toate acestea, Sofia nu a refuzat cererea în căsătorie formulată de către arhiduce, deoarece spera că într-o zi va ajunge împărăteasa Austriei, fratele mai mare al soțului său și moștenitorul tronului fiind debil mintal. 
Căsătoria dintre cei doi a avut loc la Viena pe 4 noiembrie 1824. Împreună au avut cinci copii, dintre care patru au ajuns la vârsta maturității:
- Francisc Iosif Carol (1830 – 1916) - mai târziu împărat al Austriei și rege al Ungariei
- Ferdinand Maximilian (1832 – 1867) - mai târziu împărat al Mexicului,
- Carol Ludovic (1833 – 1896) - tatăl arhiducelui Francisc Ferdinand,
- Ludovic Victor (1842 – 1919),
- Maria Anna (1835 – 1839), ce moare la vârsta de patru ani.

## Renunțarea la tron și moartea

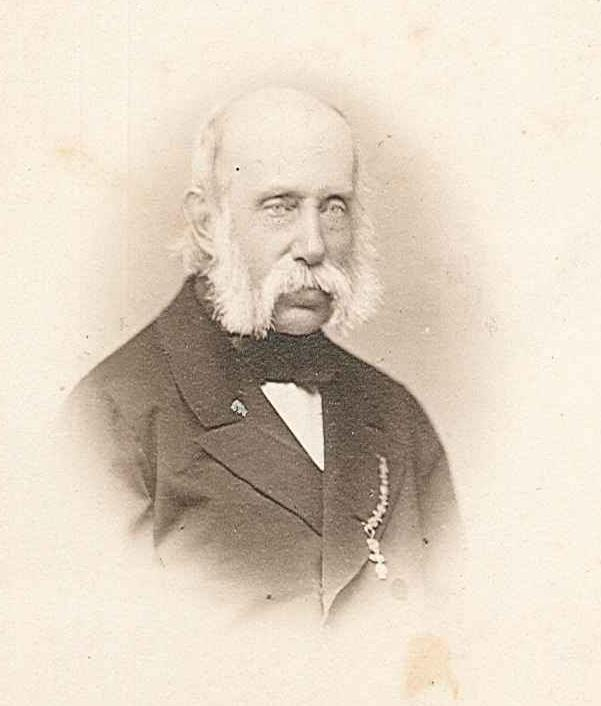
Franz Karl la 76 de ani, 1878

Pe 2 martie 1835, tatăl său împăratul Francisc I moare, tronul Austriei fiind ocupat de fratele său mai mare Ferdinand, care era debil mintal și steril. Pentru că nu a fost declarat inapt pentru conducere, treburile imperiului erau în mâna unui consiliu de regenți din care făcea parte și Francisc Carol. 
Deși nu era bolnav precum fratele său, arhiducele nu a avut niciodată ambiția de a urca pe tron. Pe 2 decembrie 1848, ca urmare a revoluției ce cuprinsese întreg imperiul, Ferdinand I este sfătuit să abdice. Următorul pe linia succesiunii la tron era Francisc Carol, dar acesta renunță la cererea soției la drepturile sale în favoarea fiului său mai mare Franz Josef în vârstă de 18 ani. 
După înscăunarea lui Franz Josef ca împărat, arhiducele Francisc Carol preferă să nu se mai amestece în treburile imperiului, dedicându-se exclusiv pasiunilor sale. În anul 1867, fiul său Maximilian este omorât de către revoluționari în Mexic, acest lucru afectându-i enorm pe cei doi părinți. Arhiducele Francisc Carol moare în Viena în anul 1878 la vârsta de 75 de ani și la șase ani după moartea soției sale.